# هانیو
۳۶°۱۰′ شمالی ۱۳۹°۳۳′ شرقی / ۳۶٫۱۶۷°شمالی ۱۳۹٫۵۵۰°شرقی
هانیو در استان سایتاما در کشور ژاپن واقع شده است  که دارای جمعیت ۵۶٬۸۲۰ نفر و مساحت ۵۸٫۵۵ کیلومتر مربع با تراکم جمعیت 970  نفر در کیلومترمربع است و در تاریخ ۱ سپتامبر ۱۹۵۴ به عنوان شهر شناخته شد.